# Schleinitz
Schleinitz är ett berg i Österrike.   Det ligger i distriktet Lienz och förbundslandet Tyrolen, i den centrala delen av landet, 300 km sydväst om huvudstaden Wien. Toppen på Schleinitz är 2 904 meter över havet, eller 225 meter över den omgivande terrängen. Bredden vid basen är 1,8 km.
Terrängen runt Schleinitz är huvudsakligen bergig, men den allra närmaste omgivningen är kuperad. Närmaste större samhälle är Lienz, 7,6 km söder om Schleinitz. 
I omgivningarna runt Schleinitz växer i huvudsak blandskog. Runt Schleinitz är det ganska glesbefolkat, med 26 invånare per kvadratkilometer.